# Masseube
Masseube este o comună în departamentul Gers din sudul Franței. În 2009 avea o populație de 1.615 de locuitori.

## Evoluția populației
| An        | 1975  | 1982  | 1990  | 1999  | 2006  | 2009  |
| --------- | ----- | ----- | ----- | ----- | ----- | ----- |
| Populație | 1.309 | 1.376 | 1.453 | 1.391 | 1.519 | 1.615 |